# Arroyo Seco Parkway
Pour les articles homonymes, voir Arroyo Seco.
L’Arroyo Seco Parkway, anciennement Pasadena Freeway, est une route de l'État de Californie, aux États-Unis.
Il s'agit de la première autoroute ouverte en Californie et dans l'ouest des États-Unis. Elle relie Los Angeles à Pasadena le long de l'Arroyo Seco. Cette autoroute est célèbre, non seulement pour avoir été la première ouverte, dans sa majeure partie en 1940, mais aussi parce qu'elle représente l'étape de transition entre les premières parkways et les autoroutes modernes. Si elle se conformait aux standards de l'époque, l'autoroute est aujourd'hui jugée étroite et obsolète. Une extension construite en 1953 relia l'Arroyo Seco Parkway au reste du système autoroutier via le Four Level Interchange situé dans Downtown Los Angeles.
La route se trouve aujourd'hui majoritairement telle qu'elle était le jour de son inauguration, même si les plates-bandes centrales ont laissé place à un rail de sécurité, et plus récemment à des barrières de béton, et s'appelle maintenant State Route 110, et non plus Historic U.S. Route 66. De 1954 à 2010, elle était officiellement nommée Pasadena Freeway. En 2010, dans le cadre d'une opération visant à remettre en valeur son intérêt touristique, le département des Transports de Californie redonna à la voie son nom originel. Tous les ponts construits dans les années 1930 restent aujourd'hui en service, de même que quatre ouvrages d'arts plus anciens qui traversaient l'Arroyo Seco avant la construction de l'autoroute. L'Arroyo Seco Parkway fait partie du réseau des State Scenic Highways, National Civil Engineering Landmarks et National Scenic Byways. Elle fut également inscrite au Registre national des lieux historiques en 2011.

## Description du tracé
L'autoroute à six voies débute au niveau du Four Level Interchange, un vaste échangeur situé au nord de Downtown Los Angeles qui connecte la SR 110 nord (Pasadena Freeway), la SR 110 sud (Harbor Freeway) , l'US 101 nord (Hollywood Freeway) et l'US 101 sud (Santa Ana Freeway) . Le premier échangeur se fait avec Figueroa Street et Alpine Street, et l'autoroute rencontre également Hill Street via un échangeur compliqué afin de donner accès au Dodger Stadium. Après Hill Street, la SR 110 s'élargit temporairement à quatre voies vers le nord et cinq voies vers le sud en faisant son entrée dans le vallonné Elysian Park, à travers lequel les voies nord passent dans les quatre tunnels de Figueroa Street tandis que les voies sud le franchissent par une tranchée et plusieurs ponts. Un échangeur, qui dessert Solano Avenue et Amador Street, est situé entre le premier et le second tunnel. Juste après le dernier tunnel se trouve une sortie située à gauche des voies nord ainsi qu'un accès à Riverside Drive et à l'Interstate 5. Immédiatement, l'Arroyo Seco Parkway croise deux ponts de trois voies chacun au-dessus de la Los Angeles River, au nord-ouest de la confluence de celle-ci avec l'Arroyo Seco, ainsi qu'une voie de chemin de fer sur chaque rive, l'Avenue 19 et la San Fernando Road sur la rive nord. Une bretelle isolée relie la San Fernando Road à la SR 110 nord en passant au-dessus de l'I-5, et une sortie nord associée à une entrée vers le sud desservent Figueroa Street. Ici l'autoroute originelle, construite en grande partie sur la rive ouest de l'Arroyo Seco, commence tandis que les voies nord-sud décrivent une courbe depuis le tracé de 1943 en rejoignant les voies sud-nord.
Tout de suite après, l'autoroute passe sous une extension du pont de l'Avenue 26 de 1925, l'un des ponts sur l'Arroyo Seco qui préexistaient avant la construction de l'autoroute. Une sortie sud et une entrée nord complètent les bretelles de Figueroa Street, et des rampes similaires reliant Pasadena à l'I-5. La SR 110 continue vers le nord-est le long de l'Arroyo Seco, passant sous la ligne A du métro et Pasadena Avenue avant de croiser l'Avenue 43 avec le premier des nombreux échangeurs en diamant qui présentent des bretelles d'entrée et de sortie extrêmement courtes. L'échangeur suivant, avec l'Avenue 52, est un échangeur classique, et juste après se trouve Via Marisol avec un échangeur mixte. Le pont de 1926 supportant l'avenue 26 est le second pont originel, et se trouve à proximité d'un demi-échangeur avec Marmion Way/Avenue 64, disposant d'un accès vers Los Angeles uniquement. Peu après, l'autoroute passe sous le pont de York Boulevard, datant de 1912, les rues adjacentes étant connectées via une bretelleet Salonica Street vers le sud. L'Arroyo Seco décrivant un virage vers l'est, l'autoroute suit son tracé puis traverse le cours d'eau dans South Pasadena. Une bretelle isolée relie les voies sud-nord à Bridewell Street, une voie parallèle à l'autoroute.
En entrant dans South Pasadena, les automobilistes peuvent apercevoir un panneau "City of South Pasadena" construit en pierres provenant du ruisseau dans les années 1930. Ce segment final de l'Arroyo Seco Parkway conduit à travers une tranchée le long de Grevelia Street à un échangeur complet avec Orange Grove Avenue et un demi-échangeur avec Fair Oaks Avenue. Entre ces deux avenues l'autoroute croise pour la troisième et dernière fois la ligne dorée du métro. Après Fair Oaks Avenue, la SR 110 tourne vers le nord le long de Raymond Hill et entre dans Pasadena où la dernière bretelle dessert State Street afin d'accéder à Fair Oaks Avenue. L'autoroute prend fin au niveau du carrefour avec Glenarm Street, même si la Arroyo Parkway se poursuit de manière non-dénivelée vers Colorado Boulevard (faisant partie de la route 66) et débouche sur Holly Street près de la station Memorial Park du métro.

## Liste des sorties
| Lieu           | Sortie                     | Destinations | Notes |
| -------------- | -------------------------- | --- | --- |
| Los Angeles    | 24A                        | US 101 – I-5 sud (Santa Ana Freeway , I-10 est (San Bernardino Freeway ) , SR 60 est (Pomona Freeway), Ventura, HolIywood, San Bernardino, Santa Ana, | Échangeur à quatre niveaux ; terminus nord de la Harbor Freeway ; terminus sud de la Arroyo Seco Parkway ; sortie 3 de l'US 101 nord , 3B de l'US 101 sud |
| Los Angeles    | 24B                        | Sunset Boulevard | Sortie sud et entrée nord seulement |
| Los Angeles    | 24C                        | Hill Street – Civic Center | Pas d'entrée nord-sud ; signalée comme sortie 24B sud-nord ; sortie à gauche sens nord-sud                                                                |
| Los Angeles    | 24D                        | Stadium Way– Dodger Stadium | Signalée comme sortie 24B sens sud-nord |
| Los Angeles    | 25                         | Solano Avenue, Academy Road | |
| Los Angeles    | Tunnels de Figueroa Street | | |
| Los Angeles    | 26A                        | I-5 (Golden State Freeway) – Sacramento | Sortie sens sud-nord située à gauche et entrée sens nord-sud seulement ; sortie 137B de l'I-5 sud                                                         |
| Los Angeles    | 26B                        | Figueroa Street | Sortie située à gauche sens sud-nord et entrée sens nord-sud seulement                                                                                    |
| Los Angeles    | 26A                        | Avenue 26 | Sortie sud et entrée nord seulement |
| Los Angeles    | 26B                        | I-5 (Golden State Freeway) – Santa Ana, Sacramento | Sortie sud et entrée nord ; sortie 137B de l'I-5 nord et 137A de l'I-5 sud                                                                                |
| Los Angeles    | 27                         | Avenue 43 | |
| Los Angeles    | 28A                        | Avenue 52 | |
| Los Angeles    | 28B                        | Via Marisol | |
| Los Angeles    | 29                         | Avenue 60 | |
| Los Angeles    | 30A                        | Marmion Way, Avenue 64 | Sortie nord et entrée sud seulement |
| Los Angeles    | 30                         | York Boulevard | Sortie et entrée sud uniquement |
| Los Angeles    | 30B                        | Bridewell Street | Sortie nord uniquement |
| South Pasadena | 31A                        | Orange Grove Avenue | |
| South Pasadena | 31B                        | Fair Oaks Avenue | Pas d'entrée nord |
| Pasadena       |                            | Glenarm Street | Carrefour à niveau ; terminus nord de la SR 110/ Arroyo Seco Parkway                                                                                      |
| Pasadena       |                            | Arroyo Parkway | Continue après Glenarm Street sous forme de boulevard non-dénivelé                                                                                        |